# Иоанн XIX
Иоанн XIX (лат. Ioannes PP. XIX; в миру Романо, граф Тусколо; ? — 6 ноября 1032) — папа Римский с 14 апреля 1024 года по 6 ноября 1032 года.

## Биография
Точное место рождения Иоанна доподлинно неизвестно, считается, что он родился в Риме. Ранее граф Тусколо. До избрания папой был консулом и сенатором Рима. Будучи светским человеком, купил папский престол, который занимал перед тем его брат, Бенедикт VIII.
Он сыграл свою роль в процессе, приведшем к Схизме 1054 года, отвергнув предложение Патриарха Константинопольского Евстафия признать, что Восток относится к юрисдикции Патриарха. Иоанн якобы согласился, но после этого ему была предложена большая взятка за предоставление звания Вселенского епископа Константинопольскому патриарху. Это предложение вызвало возмущение римского духовенства, и папа прекратил переговоры.
После смерти императора Генриха II в 1024 году папа высказался в поддержку нового императора Священной Римской империи Конрада II, которого он короновал в соборе Святого Петра. Присутствовавший при коронации Кнуд Великий, король Англии и Дании, заключил с папой договор, предоставлявший некоторые привилегии королю и его подданным.
В 1025 году он благословил коронацию Болеслава Храброго, ставшего первым королём Польши.
6 апреля 1027 года Иоанн провел Латеранский синод, на котором разрешил спор патриарха Аквилеи и патриарха Градо, подтвердив статус патриарха для нового епископа Аквилеи Поппо и переведя епископа Градо под его юрисдикцию. На самом деле патриарх получал контроль над всеми итальянскими епископами. В 1029 году папа отменил его решение и подтвердил все привилегии Градо. Иоанн также принял папскую буллу, наделив Византия, архиепископа Бари, правом рукоположить двенадцать епископов по византийскому обряду. Это было частью примирительно соглашения с Евстафием: византийской обряд был разрешен в Италии в обмен на разрешение латинского обряда в церквях в Константинополе.

## Смерть
Иоанн XIX скончался 6 ноября 1032 года в столице Италии.
Иоанн, как говорили, был убит толпой разгневанных крестьян, но нет никаких доказательств этому. Фактическая причина его смерти неизвестна. После смерти Иоанна XIX его племянник стал его преемником под именем Бенедикта IX, хотя он был ещё молод (по некоторым данным, ему было всего 12, но скорее всего ему было около 18 или 20 лет).
Следующий папа по имени Иоанн имел порядковый номер XXI, хотя папы под именем Иоанн XX не существовало.